# Benedykt Kocot
Benedykt Kocot (Chrzastowice, Voivodat d'Opole, 11 d'abril de 1954) va ser un ciclista polonès que va córrer durant els anys 70 del segle xx. Es dedicà principalment al ciclisme en pista.
El 1972 va prendre part en els Jocs Olímpics de Múnic en què guanyà la medalla de bronze en la prova de tàndem, junt a Andrzej Bek.
El 1975 i 1976, fent parella amb Janusz Kotlinski, guanyà el Campionat del món de tàndem amateur. Però el del 1975, se li va anul·lar degut a no passar un control antidopatge

## Palmarès
- 1972
  -  Campió de Polònia de velocitat
  -  Medalla de bronze als Jocs Olímpics de Múnic en tàndem, junt a Andrzej Bek
- 1974
  -  Medalla de bronze al Campionat del món de tàndem amateur, junt a Andrzej Bek
- 1975
  -  Campió del món de tàndem amateur, junt a Janusz Kotlinski[2]
- 1976
  -  Campió del món de tàndem amateur, junt a Janusz Kotlinski
  -  Campió de Polònia de velocitat
- 1977
  -  Campió de Polònia de velocitat